# Tori
za drug pomen glej Tori (priimek)
Tori (japonsko: 鳥居, [to.ɾi.i]) so tradicionalna japonska vrata, ki jih najpogosteje najdemo na vhodu ali znotraj šintoističnega svetišča, kjer simbolično označujejo prehod iz vsakdanjega v sveto.
Prisotnost torija na vhodu je običajno najpreprostejši način za prepoznavanje šintoističnih svetišč, majhna ikona torija pa jih predstavlja na japonskih cestnih zemljevidih.
Prvi pojav tori vrat na Japonskem je mogoče zanesljivo opredeliti vsaj do sredine obdobja Heian; omenjeni so v besedilu, napisanem leta 922. Najstarejši obstoječi kamniti tori je bil zgrajen v 12. stoletju in pripada svetišču Hačiman v prefekturi Jamagata. Najstarejši obstoječi lesen tori je rjōbu tori (glej opis spodaj) v svetišču Kubō Hačiman v prefekturi Jamanaši, zgrajen leta 1535.
Tori vrata so bila tradicionalno izdelana iz lesa ali kamna, danes pa so lahko izdelana tudi iz armiranega betona, bakra, nerjavečega jekla ali drugih materialov. Običajno so nebarvana ali obarvana oranžnordeče s črno zgornjo preklado. Svetišča Inari, kami rodovitnosti in industrije, imajo običajno veliko torijev, ker tisti, ki so bili uspešni v poslu, pogosto darujejo torije v zahvalo. Fušimi Inari taiša v Kjotu ima na tisoče takšnih torijev, od katerih vsak nosi ime donatorja.

## Etimologija
Tori, prehod, postavljen na pristopu do vsakega šintoističnega svetišča, morda izhaja iz indijske besede torana. Medtem ko indijski izraz označuje prehod, lahko japonske znake prevedemo kot »ptičje opazovališče«.
Starodavna indijska arhitektura svetih prehodov torana je vplivala na arhitekturo prehodov po vsej Aziji, zlasti tam, kjer je bil budizem prenesen iz Indije; kitajski prehodi paifang, Japanese torii gateways, japonski prehodi tori, korejski prehodi Hongsalmun, prehodi v Vietnamu Tam quan in Sao Čing Ča na Tajskem so izpeljani iz indijske torane. Funkcije vseh so podobne, vendar se na splošno razlikujejo glede na njihove arhitekturne sloge. Po mnenju več učenjakov številni dokazi kažejo, da so tori, tako etimološko kot arhitekturno, prvotno izpeljani iz torane, samostoječega svetega obrednega prehoda, ki označuje vhod v sveto ograjen prostor, kot je hindujsko-budistični tempelj ali svetišče ali mesto. Bernhard Scheid se sprašuje ali so toriji obstajali na Japonskem pred budizmom ali so z njim prispeli iz Indije.

## Uporaba
Funkcija torija je označiti vhod v sveti prostor. Zaradi tega je cesta, ki vodi do šintoističnega svetišča (sandō), skoraj vedno prepredena z enim ali več toriji, po katerih je torej najlažje razlikovati svetišče od budističnega templja. Če gre sandō pod več toriji, se zunanji od njih imenuje iči no torii (一の鳥居, prvi tori). Naslednje, bližje svetišču, se običajno imenujejo po vrstnem redu ni no torii (二の鳥居, drugi torii) in san no torii (三の鳥居, tretji torii). Druge torije je mogoče najti dlje v svetišču, in predstavljajo naraščajoče ravni svetosti, ko se približujemo notranjemu svetišču (honden), jedru svetišča. Prav tako zaradi močne povezave med šintoističnimi svetišči in japonsko cesarsko družino stoji tori tudi pred grobnico vsakega cesarja.
V preteklosti so morali torije uporabljati tudi pri vhodih v budistične templje. Še danes ima tako ugleden tempelj, kot je Šiteno-dži v Osaki, ki ga je leta 593 ustanovil Šōtoku Taiši in je najstarejši državno zgrajen budistični tempelj v državi (in svetu), tori, ki sega čez enega od njegovih vhodov. (Prvotni leseni tori je zgorel leta 1294 in ga je nato zamenjal kamnit.) Številni budistični templji vključujejo eno ali več šintoističnih svetišč, posvečenih njihovim skrbniškim kamijem (»čindžuša«) in v tem primeru tori označuje vhod v svetišče. Benzajten je sinkretična boginja, ki izhaja iz indijskega božanstva Sarasvati, ki združuje elemente šintoizma in budizma. Zaradi tega lahko dvorane, posvečene njej, najdemo tako v templjih kot v svetiščih, v obeh primerih pa pred dvorano stoji tori. Sama boginja je včasih prikazana s torijem na glavi. Nazadnje, do obdobja Meidži (1868–1912) so bili toriji rutinsko okrašeni s ploščami z budističnimi sutrami.
Jamabuši, japonski gorski asketski puščavniki z dolgo tradicijo mogočnih bojevnikov, obdarjenih z nadnaravnimi močmi, včasih uporabljajo kot svoj simbol torije.
Tori se včasih uporablja tudi kot simbol Japonske v nereligioznih kontekstih. To je na primer simbol polka varnostnih sil marincev in 187. pehotnega polka 101. letalske divizije ter drugih ameriških sil na Japonskem.

## Izvor
Izvor torijev ni znan in na to temo obstaja več različnih teorij, od katerih nobena ni splošno sprejeta. Ker je uporaba simboličnih vrat v Aziji zelo razširjena – takšne strukture lahko najdemo na primer v Indiji, na Kitajskem, Tajskem, v Koreji in v vaseh Nicobarskih otokov in pri ljudstvu Šompen – zgodovinarji menijo, da so morda uvožena tradicija.
Lahko, na primer, izvirajo iz Indije iz toranskih vrat v samostanu Sanči v osrednji Indiji. Po tej teoriji je torano prevzel ustanovitelj budizma Šingon Kūkai, ki jih je uporabil za razmejitev svetega prostora, ki se uporablja za obred homa. Hipoteza se je pojavila v 19. in 20. stoletju zaradi podobnosti v strukturi in imenu med obema vrstama vrat. Zdaj so se pojavili jezikovni in zgodovinski ugovori, vendar še ni prišlo do zaključka.
V Bangkoku na Tajskem je bramanska struktura, imenovana Sao Čing Ča, močno podobna toriju. Funkcionalno pa je zelo drugačna, saj se uporablja kot gugalnica. Med obredi se brahmani zavihtijo in poskušajo zgrabiti vrečko s kovanci, postavljeno na enega od stebrov.
Druge teorije trdijo, da so tori morda povezani s kitajskim pailoujem. Te strukture pa lahko prevzamejo veliko različnih oblik, od katerih le nekatere dejansko nekoliko spominjajo na tori. Enako velja za korejski »hongsal-mun«. Za razliko od svojega kitajskega dvojnika se hongsal-mun ne razlikuje veliko v oblikovanju in je vedno pobarvan rdeče, s »puščicami«, ki so na vrhu strukture (od tod tudi ime).
- Indijska torana
- Kitajski pailou
- Korejski Hongsalmun

Obstajajo različne poskusne etimologije besede tori. Po eni od njih naj bi ime izhajalo iz izraza tōri-iru (通り入る, pojdi skozi in vstopi).
Druga hipoteza jemlje ime dobesedno: vrata naj bi bila prvotno nekakšno ptičje opazovališče. To temelji na verski uporabi ptičjih gredi v Aziji, kot so korejski sotdae (솟대), ki so drogovi z eno ali več lesenimi pticami, ki počivajo na njihovem vrhu. Običajno jih najdemo v skupinah na vhodu v vasi skupaj s totemi, imenovanimi jangseung, in so talismani, ki odganjajo zle duhove in vaščanom prinašajo srečo. »Ptičje gredi«, ki so po obliki in funkciji podobni sotdae, obstajajo tudi v drugih šamanističnih kulturah na Kitajskem, v Mongoliji in Sibiriji. Čeprav niso videti kot toriji in imajo drugačno funkcijo, te »ptičje gredi« kažejo, kako naj bi imele ptice v več azijskih kulturah čarobne ali duhovne lastnosti in lahko zato pomagajo razložiti skrivnostni dobesedni pomen imena tori.
Drogovi, za katerega verjamejo, da je nosil lesene ptičje figure, zelo podobne sotdae, so bili najdeni skupaj z lesenimi pticami in nekateri zgodovinarji verjamejo, da so se nekako razvile v današnje torije. Zanimivo je, da tako v Koreji kot na Japonskem enojni drogovi predstavljajo božanstva (kami v primeru Japonske), hashira (柱, drog) pa je števec za kami.
Na Japonskem so ptice že dolgo povezane z mrtvimi, kar lahko pomeni, da so bile rojene v povezavi s kakšnim prazgodovinskim pogrebnim obredom. Stara japonska besedila, kot sta Kodžiki in Nihon Šoki, na primer omenjata, kako je Jamato Takeru po smrti postal bela ptica in si je v tej obliki izbral kraj za svoj pokop. Zaradi tega se je njegov mavzolej takrat imenoval šhiratori misasagi (白鳥陵, grob belih ptic). Številna kasnejša besedila prav tako kažejo neko povezavo med mrtvimi dušami in belimi pticami, povezava, ki je pogosta tudi v drugih kulturah, šamanskih, kot je japonska. Na več arheoloških najdiščih so našli tudi motive ptic iz obdobij Jajoi in Kofun, ki povezujejo ptice z mrtvimi. Ta odnos med pticami in smrtjo bi tudi pojasnil, zakaj kljub njihovemu imenu v današnjih torijih niso vidne sledi ptic: ptice so bile simbol smrti, ki v šintoizmu prinaša omadeževanje (kegare). 
Nenazadnje ni mogoče zanemariti možnosti, da so tori japonski izum. Prvi toriji bi se lahko razvili že s svojo sedanjo funkcijo skozi naslednje zaporedje dogodkov:
- Štiri stebre so postavili na vogale svetega prostora in jih povezali z vrvjo ter tako ločili sveto in posvetno.
- Dva višja stebra sta bila nato postavljena na sredino najugodnejše smeri, da bi lahko duhovnik vstopil.
- Z enega stebra na drugega so privezali vrv, ki je označevala mejo med zunanjim in notranjim, svetim in vsakdanjim. Ta hipotetična stopnja ustreza vrsti torijev v dejanski uporabi, tako imenovani šime-tori (注連鳥居), primer tega je mogoče videti pred svetiščem Ōmiva v Nari (glejte tudi fotografijo v galeriji).
- Vrv je zamenjala preklada.
- Ker so bila vrata strukturno šibka, so jih okrepili z veznim tramom in nastalo je tisto, kar se danes imenuje šinmei tori (神明鳥居) ali futabašira tori (二柱鳥居, dvostebrni tori) (glej sliko na desni). Vendar ta teorija ne pojasnjuje, kako so vrata dobila ime.

Šinmei tori, katerega struktura se ujema z rekonstrukcijo zgodovinarjev, je sestavljen iz samo štirih neobdelanih in nepobarvanih hlodov: dveh navpičnih stebrov (hašira (柱)), na vrhu katerih je vodoravna preklada (kasagi (笠木)), skupaj pa jih drži vezni tram (nuki (貫). Stebri so lahko rahlo nagnjeni navznoter, imenovani učikorobi (内転び) ali samo korobi (転び). Njegovi deli so vedno ravni.

## Deli in okraski
- Tori so lahko nepobarvani ali pobarvani v cinober in črno barvo. Črna barva je omejena na kasagi in nemaki (根巻, glej sliko). Zelo redko je tori mogoče najti tudi v drugih barvah. Kamakurajev Kamakura-gū ima na primer belo in rdeče.
- Kasagi je lahko spodaj okrepljen z drugo vodoravno preklado, imenovano šhimaki ali šimagi (島木).[16]
- Kasagi in šimaki imata lahko krivuljo navzgor, imenovano sorimaši (反り増し).[17]
- Nuki se pogosto drži na mestu s klini (kusabi (楔)). Kusabi so v mnogih primerih zgolj okrasni.
- Na sredini nukija je lahko podporna opora, imenovana gakuzuka (額束), včasih prekrita s tablico z imenom svetišča (glej sliko v galeriji).
- Stebri pogosto počivajo na obroču iz belega kamna, imenovanem kamebara (亀腹, želvji trebuh) ali daiiši (台石, osnovni kamen). Kamen včasih nadomesti okrasni črni tulec, imenovan nemaki (根巻, koreninski tulec).
- Na vrhu stebrov je lahko okrasni obroč, imenovan daiva (台輪, arhitrav).
- Vrata imajo povsem simbolično funkcijo in zato običajno ni vrat ali ograj iz desk, vendar obstajajo izjeme, kot na primer v primeru troločnih torijev svetišča Ōmiva (miva tori, glej spodaj).[18]

## Slogi
Strukturno je najpreprostejši šime tori ali čūren tori (注連鳥居) (glej spodnjo ilustracijo). Verjetno ena najstarejših vrst torijev je sestavljena iz dveh stebričkov s sveto vrvjo, imenovano šimenava, privezana med njima.
Vse druge torije lahko razdelimo v dve družini, družino šinmei (神明系) in družino mjōdžin (明神系). Toriji prve imajo le ravne dele, drugi pa ravne in ukrivljene dele. 

### Družinašinmei
Za šinmei tori in njegove različice so značilne ravne zgornje preklade.
- Šime tori – samo dva stebra in šimenava .
- Šinmei tori.
- Ise tori – šinmei tori s kasagi peterokotnim prerezom, šimaki in kusabi.
- Kašima tori – šinmei tori s kusabi in nuki, ki štrli ob straneh.
- Kasuga tori – mjōdžin tori z ravnimi zgornjimi prekladami, odrezanimi pod kvadratnim kotom..
- Hačiman tori – kasuga tori, vendar ima dve prekladi nagnjeni navzdol..
- Mihašira tori – trojni šinmei tori.

#### Fotografije
- Tori ali tradicionalna japonska vrata. Heian-džingū. Sakjō-ku, Kjoto.
- Tori ob plaži na otoku Naošima
- Ise tori, prvi tip. Upoštevajte prisotnost kasagi.
- Ise tori, drugi tip. Prisotnost šimaki.
- Hačiman tori.
- Široki tori.
- Mihašira tori.

#### Šinmei tori
Šinmei tori (神明鳥居), ki je dal ime družini, je sestavljen samo iz preklade (kasagi) in dveh stebrov (hašira), združenih z veznim tramom (nuki). V najpreprostejši obliki so vsi štirje elementi zaobljeni in stebri nimajo naklona. Kadar je nuki pravokoten v prerezu, se imenuje Jasukuni tori, iz tokijskega Jasukuni džindža.[29] Domneva se, da je to najstarejši slog.

#### Ise tori
伊勢鳥居 (Ise tori) so vrata, ki jih najdemo samo v notranjem in zunanjem svetišču v svetišču Ise v prefekturi Mie. Zaradi tega se imenujejo tudi Džingū tori, iz Džingū, uradnega japonskega imena velikega svetišča Ise.
Obstajata dve varianti. Najpogostejši je zelo podoben šinmei toriju, vendar so njegovi stebri rahlo nagnjeni navznoter, nuki pa držijo na mestu zagozde (kusabi). Kasagi je v prerezu peterokoten. Konci kasagijev so nekoliko debelejši in dajejo vtis poševnosti navzgor. Vsi ti toriji so bili zgrajeni po 14. stoletju.
Drugi tip je podoben prvemu, vendar ima prav tako sekundarno, pravokotno preklado (šimaki) pod peterokotnim kasagijem.
Ta in slog šinmei tori sta postala bolj priljubljena v začetku 20. stoletja v času državnega šintoizma, ker sta veljala za najstarejša in najprestižnejša. 

#### Kasuga tori
Kasuga tori (春日鳥居) je mjōdžin tori z ravnimi zgornjimi prekladami. Slog je dobil ime po Kasuga-taiša iči-no-tori (一の鳥居) ali glavnem toriju.
Stebri imajo naklon in so rahlo zoženi. Nuki štrli in ga drži kusabi, zabit na obeh straneh.
Ta tori je bil prvi, ki je bil pobarvan v cinober in je sprejel šimaki v Kasuga taiša, svetišču, po katerem je dobil ime.

#### Hačiman tori
Skoraj identičen kasuga toriju, vendar z dvema zgornjima prekladama nagnjenima, se je Hačiman tori (八幡鳥居) prvič pojavil v obdobju Heian. Ime izhaja iz dejstva, da se ta vrsta torijev pogosto uporablja v svetiščih Hačiman.

#### Kašima tori
Kašima tori (鹿島鳥居) je šinmei tori brez korobija, s kusabijem in štrlečim nukijem. Ime je dobil po svetišču Kašima v prefekturi Ibaraki.

#### Kuroki tori
Kuroki tori (黒木鳥居) je šinmei tori, zgrajen iz neobdelanega lesa. Ker je to vrsto torijev treba zamenjati vsake tri leta, postaja redek. Najbolj razvpit primer je svetišče Nonomija v Kjotu. Vendar pa svetišče zdaj uporablja tori iz sintetičnega materiala, ki simulira videz lesa.

#### Širomaruta tori
Širomaruta tori (白丸太鳥居) ali široki tori (白木鳥居) je šinmei tori, narejen iz hlodov, s katerih je bilo odstranjeno lubje. Ta vrsta torijev je prisotna v grobnicah vseh japonskih cesarjev.

#### Mihašira tori
Tori mihašira ali tori Micubašira (三柱鳥居, tori s tremi stebri, tudi 三角鳥居 sankaku tori) je vrsta torijev, za katere se zdi, da so sestavljeni iz treh posameznih torijev. Nekateri menijo, da so ga zgradili zgodnji japonski kristjani, da predstavlja Sveto Trojico.

### DružinaMjōdžin
Za Mjōdžin tori in njegove različice so značilne ukrivljene preklade.
- Mjōdžin tori – kasagi in šimaki sta ukrivljena navzgor.
- Nakajama tori – mjōdžin tori, vendar nuki ne štrli iz stebrov
- Daiva ali Inari tori – mjōdžin tori  z obroči na vrhu stebrov
- Rjōbu tori – daiva tori s stebri, podprtimi na obeh straneh.
- Miva tori – trojni mjōdžin tori.
- Usa tori – mjōdžin tori brez gakuzuke.
- Nune tori – daiwa tori z majhnim zatrepom nad gakuzuko.
- Sanō tori – mjōdžin tori z zatrepom nad kasagi..
- Hizen tori – nenavaden slog z zaobljenim kasagijem in debelimi, razširjenimi stebri.[23]

#### Fotografije
- Mjōdžin tori.
- Sanō tori.
- Daiva tori. Upoštevajte nemaki.
- Sumijoši tori ima stebre s kvadratnim prerezom.
- Nakajama tori.
- Rjōbu tori.
- Miva tori.
- Hizen tori (肥前鳥居) ima zaobljen kasagi in debele razširjene stebre.
- Fudžisan Hongū Sengen taiša.
- Senbon tori v Fušimi Inari-taiša.

#### Mjōdžin tori
Mjōdžin tori (明神鳥居), daleč najpogostejši slog torijev, zaznamujejo ukrivljene zgornje preklade (kasagi in šimaki). Oba sta zakrivljena rahlo navzgor. Kusabi so prisotni. Mjōdžin tori je lahko izdelan iz lesa, kamna, betona ali drugih materialov in je cinober ali nepobarvan.

#### Nakajama tori
Slog Nakajama tori (中山鳥居), ki je dobil ime po Nakajama Džindži v prefekturi Okajama, je v bistvu mjōdžin tori, vendar nuki ne štrli iz stebrov in krivulja, ki jo naredita dve zgornji prekladi, je bolj poudarjena kot običajno. Tori v svetišču Nakajama, po katerem je slog dobil ime, je visok 9 m in je bil postavljen leta 1791.

#### Daiva / Inari tori
Daiva ali Inari tori (大輪鳥居・稲荷鳥居) je mjōdžin tori z dvema obročema, imenovanima daiva, na vrhu obeh stebrov. Ime Inari tori izhaja iz dejstva, da so toriji iz cinobra daiva običajno pogosti v svetiščih Inari, vendar tudi v znamenitem svetišču Fušimi Inari niso vsi toriji v tem slogu. Ta slog se je prvič pojavil v poznem obdobju Heian.

#### Sanō tori
Sanō tori (山王鳥居) je mjōdžin tori z zatrepom nad dvema zgornjima prekladama. Najboljši primer tega sloga najdemo v svetišču Hijoši blizu jezera Biva.

#### Miva tori
Imenuje se tudi sankō tori (三光鳥居, trije lahki tori), micutori (三鳥居, trojni tori) ali komoči tori (子持ち鳥居, tori z otroki), miva tori (三輪鳥居) je sestavljen iz treh mjōdžin torijev brez naklona stebrov. Najdete ga z ali brez vrat. Najbolj znan je v svetišču Ōmiva v Nari, po katerem je dobil ime.

#### Rjōbu tori
Rjōbu tori (両部鳥居), imenovan tudi jocuaši tori (四脚鳥居, štirinožni tori), gongen tori (権現鳥居) ali čigobašira tori (稚児柱鳥居), je daiva tori, katerega stebri so na obeh straneh ojačani s kvadratni stebrički. Ime izhaja iz njegove dolge povezave z Rjōbu šintō, miselnim tokom v budizmu Šingon. Slavni tori, ki se dviga iz vode v Icukušimi, je rjōbu tori, svetišče pa je bilo nekoč tudi budistični tempelj Šingon, tako da ima še vedno pagodo.

#### Hizen tori
Hizen tori (肥前鳥居) je nenavadna vrsta torijev z zaobljenim kasagijem in stebri, ki se širijo navzdol. Najdemo jih samo v prefekturi Saga in sosednjih območjih.

## Galerija
- Tablica na toriju v Nikkō Tōšō-gū pokriva gakuzuko.
- Tipičen peterokotni profil torijevega kasagija. Upoštevajte črne nemaki.
- Vrstica torijev.
- Enonogi tori, svetišče Sanō, Nagasaki. Drugega je odneslo ob eksploziji jedrske bombe.
- Nenavaden belo-rdeč Nakajama tori.
- Šime tori.
- Vrstice drobnih votivnih torijev, ki so jih darovali verniki; pri svetišču Zeniarai Benten, Kamakura
- Nenavaden kaku-tori (角鳥居, dobesedno kvadratni tori) pri Sumijoši taiša: nuki ne štrli in vsi členi so kvadratnega preseka
- Začasni tori za novoletno praznovanje v nakupovalni ulici, okrašeni z božičnimi lučkami.
- Primer vrat v slogu Hizen.